# Festa do Trabalhador
A Festa do Trabalhador é um evento festivo e gastronômico que ocorre anualmente, entre os dias 30 de abril e 1º de maio, no Seminário Arquidiocesano São José, no município paranaense de Cascavel.
Em 2017, ganhou registro no Guinness World Record (antigo Guinness Book), por realizar o "maior churrasco do mundo". 

## Histórico
A primeira edição da Festa do Trabalhador ocorreu no dia 1º de maio de 1966, dia de São José Operário, padroeiro da instituição promotora e santo católico protetor dos trabalhadores. A data coincide também com o Dia do Trabalho, o que faz muitas empresas confraternizarem com seus colaboradores no local.
Posteriormente o evento passou a ter início no dia 30 de abril, com um jantar, cujo prato principal é a dobradinha.

## Atrações
Com ampla variedade gastronômica, o churrasco se destaca. Desde 1995 é realizada concomitantemente a Festa do Costelão, oficialmente o prato típico do município, onde são assadas e servidas cerca de 800 peças de costela bovina, preparadas no estilo fogo de chão, além de 20 toneladas de outros tipos de assados, o que garantiu o registro oficial no Guiness Book.
Por ter caráter beneficente, a maioria dos trabalhados é realizada por voluntários. 
O local conta com ampla área de lazer, com bosques nos quais encontram-se mesas, quadras esportivas, jogos, parque infantil. Tem recebido mais de 25  mil pessoas a cada edição.